# Mekormakov žig (strip)
Mekkormakov žig je 77. epizoda strip serijala Ken Parker. Objavljena je u br. 15. i 16. Ken Parkera izdavačke kuće System Comics u januaru, odn. martu 2005. godine.  Obe sveske koštale su po 120 dinara (1,79 $; 1,41 €). Epizodu je nacrtao Đovani Fređieri, a scenario napisao Đankarlo Berardi. 1. deo epizode imao je 81 stranu (str. 15-96), a drugi 47 (str. 3-50).

## Originalna epizoda
Originalna epizoda objavljena je premijerno u Italiji u dva dela u Ken Parker Magazinu br. 26. i 27. koji su izašli u martu i aprilu 1995. godine. Svaki deo imao je poseban naziv -- Il marchio dei McCormack i Sul filo del passato. Cena svakog Magazina iznosila je 5.000 lira (3,25 $; 4,89 DEM).

## Kratak sadržaj
(Odeljak je u izradi.)

### Kontinuitet sa prethodnim epizodama
Ova epizoda se pričom nastavlja na epizodu 74. Kraj Crnog Medveda u kojoj je Ken ranjen. Epizoda Zemlja heroja je očigledno preskočena jer predstavlja Kenov san. Dok za epizodu Nepoverenje nije jasan vremenski okvir.